# ديفيد ر. سميث (عسكري)
ديفيد ر. سميث (بالإنجليزية: David R. Smith)‏ هو عسكري أمريكي، ولد في 1941 في روتشستر في الولايات المتحدة.